# Storia dell'Unione Sportiva Salernitana 1919
Questa pagina tratta la storia dell'Unione Sportiva Salernitana 1919 dalle origini e fino agli anni più recenti.

## Anni dieci: gli albori del calcio salernitano e le origini della Salernitana

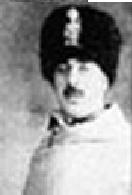
Donato Vestuti, fondatore del FBC Salerno

Nel 1911 con la fondazione di una polisportiva, ha origine la prima Unione Sportiva Salernitana, la quale non va confusa con quella odierna. La società aveva sede a Baronissi, e sorse dalla fusione di varie compagini sportive di Salerno e provincia: Pro Calcio Salerno, Ciclistica Salernitana, Società Sportiva Baronissi, Unione Sportiva Sanseverinese.
Dopo due anni di attività la società si sciolse, ed a partire dal 1913 nacquero diverse squadre nella città di Salerno: Foot-Ball Club Salerno (in maglia bianca), Settembrini (Foot-Ball Club Settembrini oppure, a seconda delle fonti Società Sportiva Luigi Settembrini), Vigor Salerno, Juniores Giovine Italia, Foot-Ball Club Campania, Società Ginnastica Pro Salerno, nonché lo Sport Club Audax Salerno.

Una formazione dello Sporting Club Audax; al centro, col cappello, l'allenatore Alfonso Guasco

Le compagini menzionate si affrontarono in partite a carattere non ufficiale, e tra le primissime partite, sul campo di Piazza d'Armi si disputò l'amichevole Salerno-Settembrini, che finì 2-0. Le squadre pionieristiche di Salerno gareggiavano in ambito regionale tramite amichevoli e tornei. Tra le più note di queste compagini vi fu il già citato Foot-Ball Club Salerno del presidente e fondatore Donato Vestuti, che di professione era giornalista e direttore della testata Il Giornale della Provincia.
Proprio il quotidiano di Vestuti organizzò dei tornei a cui parteciparono quasi tutte le società sopra elencate, alcune delle quali gareggiavano con più di una squadra (ad esempio nella seconda edizione il Salerno fu rappresentato da prima, seconda e terza squadra, e la Juniores Giovine Italia da prima e seconda squadra) ossia il primo e -l'anno dopo- secondo campionato calcistico provinciale. Se la prima edizione la vinse una delle formazioni del club di Vestuti, della seconda edizione non si conosce la formazione vincitrice.
Con lo scoppio della Grande Guerra le attività calcistiche cittadine vennero però interrotte; lo stesso Vestuti venne chiamato alle armi, e morì nel corso della guerra. Con la fine delle ostilità, nel 1919 alcuni giocatori e dirigenti precedentemente attivi nelle squadre prima enunciate, rimaste tutte attive in ambito regionale sino al 1915, fatta eccezione per l'Audax che proseguì ulteriormente le attività, unirono le forze capeggiate dal noto rag. Matteo Schiavone (ex giocatore, di ruolo portiere, e dirigente del FBC Campania) per costituire un nuovo sodalizio a carattere polisportivo in grado di riservare al calcio un ruolo di primissimo piano, assorbendo anche l'esperienza della Società Sportiva Giovani Esploratori.

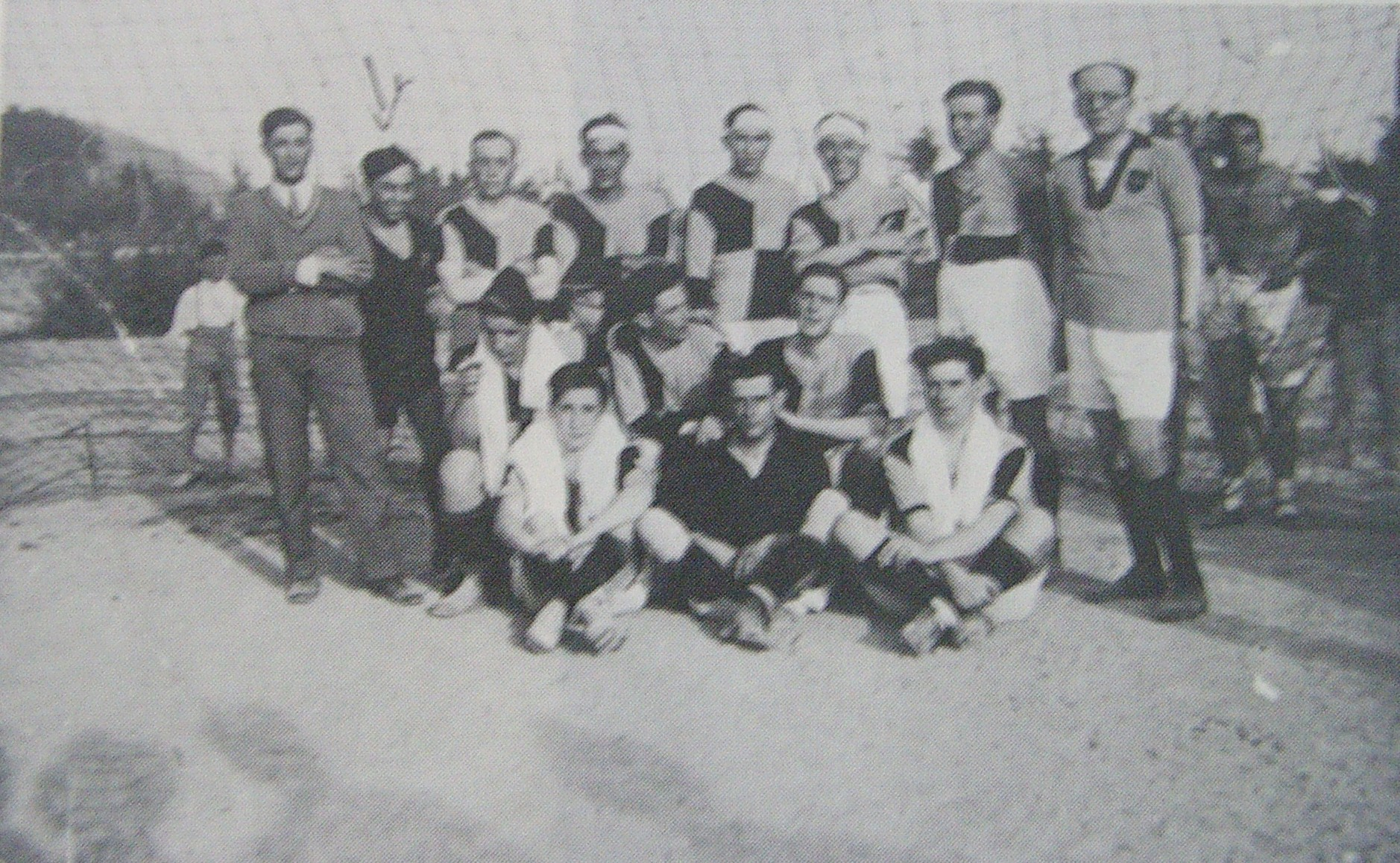
Vincenzo Giordano (a sinistra, l'allenatore) e Matteo Schiavone (a destra, di ruolo portiere) in una formazione della Salernitana degli anni '20

A Salerno, il 19 giugno 1919 in Corso Umberto I n. 67, sede dei Giovani Esploratori, un gruppo di soci capeggiati da Matteo Schiavone (in precedenza calciatore e dirigente del Foot-Ball Club Campania) diede forma all'Unione Sportiva Salernitana, società polisportiva con Adalgiso Onesti primo presidente. La Salernitana si dotò di una maglia a strisce verticali bianche e celesti alternate, mentre il primo logo della società fu una corona accompagnata dall'acronimo societario "U.S.S.". La scelta del bianco-celeste si deve ad Adalgiso Onesti, che fu colpito dalla bellezza della maglia della nazionale argentina donatagli da un suo amico emigrante, Giuseppe Cuomo.
Tra le attività del club, oltre al calcio, che veniva praticato inizialmente in campi non regolamentari come quello in Piazza dei Martiri e quello di Piazza del Vecchio Mercato (nell'attesa che venissero effettuate le dovute migliorie al campo di Piazza d'Armi), sono menzionabili la corsa, il nuoto, il ciclismo, l'atletica, il canottaggio, il pugilato, la lotta. La prima attività sportiva organizzata dalla Salernitana fu la corsa, in un evento detto "Popolarissima" (doppio giro podistico) in cui gareggiarono non soltanto corridori di Salerno, ma provenienti anche da altre parti della Campania. La Salernitana disputò la sua prima partita in assoluto il 13 luglio, perdendo 2-1 in casa della Nocerina: la gara, caratterizzata da tumulti in campo e tra i tifosi, si interruppe a 20 minuti dal 90' per le proteste dei bianco-celesti verso una decisione arbitrale. Tra le prime partite di calcio della Salernitana vi furono anche i derby con la Cavese, che inizialmente videro in prevalenza vincere la Salernitana: se la prima sfida, per la Coppa della Marchese Imperiali, si concluse con un 3-1 metelliano, in seguito nelle amichevoli che si susseguirono si assistì ai 6-0, 4-1 (poi sospesa in fase di svolgimento per oscurità) e 3-1 per la Salernitana. La prima partita ufficiale venne disputata in casa dello Stabia il 15 febbraio 1920. La Salernitana, che raggiunse Castellammare di Stabia con treni e carrozze con una decina di tifosi al seguito, espugnò il Campo di Via Gragnano per 1-0 grazie a una rete dell'ala sinistra Aliberti. La prima partita ufficiale in casa si disputò un mese più tardi, il 14 marzo al Piazza d'Armi, ma venne interrotta al termine del primo tempo per la forte pioggia.

## Anni venti e trenta: la Salernitanaudax e la Salernitana Fascista
La Salernitana, che in seguito adottò come proprio terreno di gioco il campo di Piazza D'Armi, partecipò al suo primo campionato nel 1920, in Promozione, seconda serie dell'epoca. Il torneo fu a carattere regionale, ed una volta vinte 6 gare su 6 nel proprio sottogirone, al fine di ottenere la promozione in massima serie sfidò il club partenopeo del Brasiliano (nome del Bar in cui la squadra aveva sede): dopo due 5-0 per entrambe le squadre di casa, in un meccanismo di andata e ritorno, servì una terza partita finale da disputarsi in campo neutro. Venne scelto il campo di Nocera Inferiore, città dell'alto salernitano, sul quale i napoletani non si presentarono consegnando così la promozione in Prima Divisione ai biancocelesti della Salernitana.

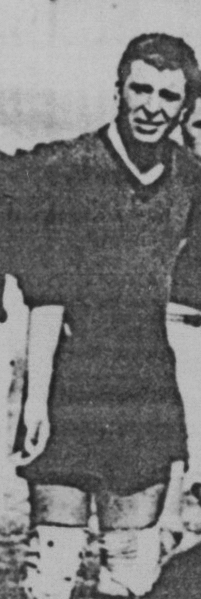
Gennaro Finizio, portiere che militò sia nella prima U.S. Salernitana, che nella Salernitanaudax, che nella U.S.F. Salernitana

L'approdo al massimo torneo non fu tuttavia semplice: la Salernitana presentò inizialmente sia problemi di natura tecnica che di tipo economico, non riuscendo ad andare oltre la fase a gironi regionale. Nel 1921-22 venne addirittura retrocessa in Seconda Divisione, diventata la nuova seconda serie del tempo.

Una formazione della Salernitanaudax 1924-1925

Nel frattempo lo Sporting Club Audax -società già menzionata in precedenza- raggiunse il massimo campionato. Nel corso del 1922 si trovò un accordo per unire le forze, attraverso una fusione tra i due sodalizi salernitani. L'operazione che portò alla nascita della Società Sportiva Salernitanaudax, società che conservò il carattere di polisportiva, avvenne non senza polemiche, specie da parte dell'Audax e del suo presidente Guasco. Sicché dopo la fusione, il club dell'Audax si ricostituì ripartendo dalle serie inferiori, mentre la Salernitanaudax, che scelse come colori sociali il celeste-nero, derivante dal bianco-celeste della Salernitana ed il bianco-nero dell'Audax (escludendo quindi il bianco), iniziò l'attività calcistica attraverso incontri non ufficiali, rinunciando per una stagione a partecipare al campionato, per motivi organizzativi.
Uno dei protagonisti della nuova squadra fu la punta di diamante Willy Kargus (già della Salernitana), che divenne capitano e svolse in contemporanea anche il ruolo di allenatore per un certo periodo della stagione 1924-25.
La Salernitanaudax partecipò al campionato di Prima Divisione 1923-24 e 1924-25 ottenendo principalmente sconfitte: in questi due anni la squadra conquistò la Coppa A.G. Nocerina e disputò alcune amichevoli, mentre in campionato ottenne due retrocessioni sul campo: per la prima venne ripescata, mentre a seguito del secondo ultimo posto consecutivo l'attività del sodalizio venne definitivamente sospesa a partire dal 1925.
Tuttavia Salerno non rimase senza calcio, poiché nel frattempo erano già sorte diverse squadre locali, fra cui la Libertas, che si fronteggiavano nei campionati liberi ULIC tra di loro e con altre della provincia.
Nel 1927 il regime fascista impose l'affasciamento, ovvero l'unione, di tutte le forze sportive cittadine di Salerno, facendo così sorgere una nuova polisportiva: venne in questo modo rifondata la Salernitana, con la nuova denominazione di Unione Sportiva Fascista Salernitana frutto della fusione tra Campania, altro club cittadino, e Libertas. Al giallo di quest'ultima venne preferito il granata quale colore delle magliette, ossia lo stesso del Campania. Tale decisione fu presa dall'allora segretario Maurizio De Masi.
Nel campionato di Seconda Divisione 1927-1928 i granata vinsero il proprio girone eliminatorio conquistando l'accesso al girone finale utile alla promozione in Prima Divisione. I campani conclusero il girone finale al terzo posto, dietro Goliarda Roma e Rosetana, tuttavia vennero in seguito ammessi "per titoli", ossia ripescati in Prima Divisione 1928-1929, seconda serie dell'epoca per colmare l'insufficiente numero di squadre meridionali.
Il secondo livello calcistico a cui partecipò la Salernitana fu quello riservato alle sole società del Sud, e per tale motivo ad esso ci si può riferire anche con l'appellativo di campionato meridionale per distinguerlo dal torneo del nord. Classificatasi terza nel proprio girone iniziale, in quello D finale la Salernitana concluse sesta (ultima). Per la stagione successiva la Prima Divisione, vale a dire il campionato disputato dalla Salernitana, venne declassata al terzo livello per via dell'istituzione della nuova Serie B. A partire da questa stagione, la Salernitana assunse nuovamente la divisa bianco-celeste, anche se in molte sfide si presentò con una maglia interamente celeste.

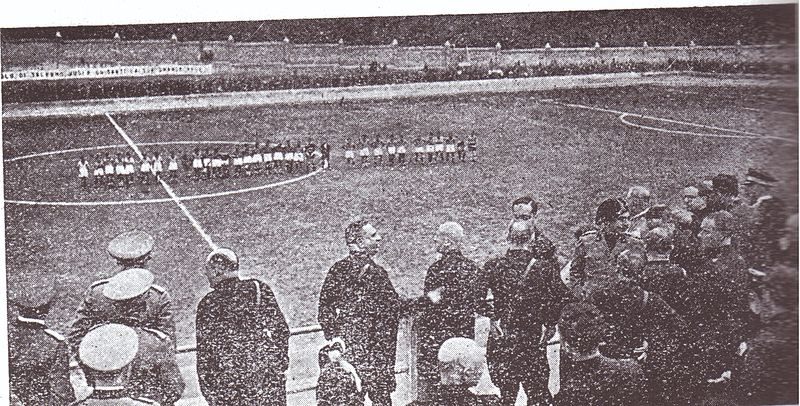
Inaugurazione del Littorio con i gerarchi fascisti presenti all'evento

Seguirono poi numerosi campionati in terza serie, ed in questi anni nel frattempo a Salerno venne inaugurato quello che diventerà il nuovo impianto casalingo delle partite della Salernitana: lo Stadio Littorio (attuale Stadio Vestuti), il giorno 2 gennaio 1931.
I campani ottennero la promozione nella seconda serie nazionale nel 1937-38, quando cioè vinsero il girone E della Serie C, categoria che sostituì la Prima Divisione come terza serie a partire dal 1935.
Il primo posto nel proprio girone di Serie C venne raggiunto sotto la guida di mister Ferenc Hirzer e del nuovo presidente Giuseppe Carpinelli. Per tutta la stagione la Salernitana contese il primato del primo posto a L’Aquila e Civitavecchia, e la promozione matematica giunse solo all'ultima giornata battendo il Potenza per 2-0 fuori casa grazie alle reti di Valese e Corsanini. Al termine della gara i calciatori della Salernitana partirono per tornare a Salerno, e quando arrivarono ad accoglierli vi furono i tifosi che festeggiarono l'evento con una fiaccolata in onore della squadra.

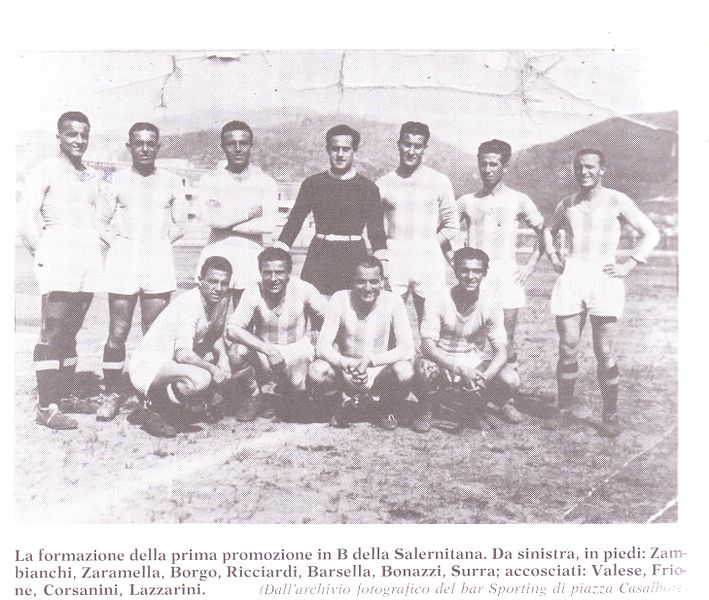
Salernitana 1937-38

Giunti nella Serie B 1938-1939, i calciatori della squadra campana non ebbero vita facile, ed a complicare ulteriormente le cose vi fu un episodio accaduto a cinque minuti dal termine della gara contro l'Anconitana dell'ex tecnico Ferenc Hirzer (ad allenare a Salerno giunse nel frattempo Franz Hänsel). L'arbitro infatti assegnò un gol viziato da un fallo di mano di un calciatore avversario, i salernitani quindi persero la sfida per via di una svista e ciò scaturì le proteste dei calciatori, che non furono affatto contenute: nel referto di fine gara l'arbitro scrisse di aver ricevuto un calcio e punì pesantemente alcuni calciatori della Salernitana: il difensore Zaramela, per esempio venne squalificato per tutto il resto del campionato.
Il campionato di Serie B venne concluso al penultimo posto, e poche furono le soddisfazioni della squadra, la quale seppe comunque tenere testa in casa propria alla capolista Fiorentina ottenendo un pareggio di 1-1, e vinse con delle goleade le sfide casalinghe contro Casale (5-0) e Sanremese (7-1).

## Anni quaranta: tra terza serie, competizioni post-belliche, Serie B, Serie A e l'ippocampo di D'Alma
Gli anni quaranta furono un decennio particolarmente significativo dal punto di vista storico per la Salernitana, sia in positivo, dal momento che la squadra ottenne diversi successi di rilevanza anche nazionale che in negativo, considerati alcuni episodi di differente natura.
Nel 1940 il club fu sotto la presidenza di varie personalità che si alternarono nel corso dei mesi, e l'ultima fu di Matteo Scaramella, che rimase infine in carica sino al 1943.
Il presidente provò, grazie ad una squadra di vertice orchestrata dall'allenatore Gipo Viani a far ottenere alla squadra una promozione in Serie B. I salernitani vinsero agilmente il proprio girone del campionato di Serie C 1941-1942, ma un ricorso della Cavese impedì la promozione alla Salernitana, società che venne penalizzata da un fatto che come protagonisti ebbe due cittadini, accusati di aver convinto il portiere Cozzi a subire quante più reti possibili in occasione del derby contro la stessa Cavese vinto per 8 a 0. Il particolare episodio tuttavia poco si addisse ad una squadra, quella della Salernitana che da un lato avrebbe comunque vinto il campionato indipendentemente dall'esito di quel derby, dall'altro la squadra di Salerno ebbe modo di mostrarsi anche sul campo superiore alle altre compagini del proprio girone, Cavese inclusa. Non a caso la promozione arrivò comunque, nell'anno immediatamente successivo.
Fu infatti il 1943 l'anno in cui sotto la guida tecnica dell'allenatore Gipo Viani la squadra ritornò in Serie B, a cui però prese parte soltanto qualche anno più tardi vista la sospensione delle attività sportive nazionali causata dalla nota guerra in atto in Italia e altrove.
Nel 1944 la squadra prese pertanto parte ad una competizione di carattere regionale, la Coppa della Liberazione, manifestazione che sotto la guida dell'allenatore Carmine Milite e la presidenza di Felice Del Galdo (in carica fino al 1945) vinse. Nell'anno seguente la squadra concluse invece al secondo posto il Campionato campano 1945. Quest'ultima manifestazione è da segnalare anche per un episodio infelice accaduto nel corso di un derby tra Salernitana e Napoli. Al 35°, sul punteggio di 1-1 l'arbitro Demetrio Stampacchia assegnò un calcio di rigore in favore del Napoli, ma i tifosi salernitani si inferocirono per una decisione giudicata controversa. Per tale motivo invasero il terreno di gioco, ed anche fra i calciatori si ebbe una rissa, in una situazione oggettivamente caotica e pericolosa, tanto che allo scopo di placare atleti e tifosi l'arbitro si buttò a terra e si finse morto, aiutato dal suono di un colpo di arma da fuoco sparato dagli spalti.
In seguito all'episodio appena descritto, i granata disputarono le successive partite in campo neutro giacché il campo di gioco della squadra venne sospeso per un mese, ed inoltre la società della Salernitana fu costretta a pagare 25.000 lire di multa.

La Salernitana 1946-47 promossa in A

A guerra conclusa, la Salernitana che già dal 1943 mutò ragione sociale rimuovendo l'aggettivo "fascista" dalla propria denominazione, si presentò in tal modo, con anche una nuova casacca di colore granata, adottata a partire dal 1943, iscritta al campionato di Divisione Nazionale 1945-1946, torneo ufficiale misto tra squadre di Serie A e Serie B. L'adozione del granata fu casuale. La Salernitana, in procinto di disputare la Coppa della Liberazione, non disponeva di maglie da gioco, cosicché i dirigenti acquistarono delle maglie di lana di colore beige al mercato di Resina (l'attuale Ercolano) che, opportunamente ritinteggiate, donarono alla formazione salernitana il colore granata che aveva già adottato, sporadicamente, anni addietro.
La partecipazione e la posizione finale ottenuta in classifica non le permise di partecipare alla successiva Serie A, competizione che tuttavia conquistò sul campo nella successiva stagione trascorsa nella Serie B 1946-1947.
La Salernitana vinse il campionato del proprio girone, quello "C" dedicato alle squadre più a sud tra quelle partecipanti. Sotto la presidenza di Domenico Mattioli ed il ritorno di Gipo Viani in qualità di allenatore, i granata disputarono un campionato che li vide protagonisti sino alla fine. La classifica finale li pose al primo posto davanti a Ternana, Pescara, Lecce e Scafatese. La competizione fece registrare alla squadra diverse goleade, come il 5-0 sull'Alba Roma, il 5-0 al Pescara, il 6-1 alla Ternana, ed il 5-0 rifilato al Taranto. I campioni del girone C furono in grado di compiere l'impresa della prima promozione in Serie A grazie ad una squadra composta da figure come Carmine Iacovazzo, Vincenzo Margiotta, Antonio Valese, Elio Onorato, Sebastiano Vaschetto, Ivo Buzzegoli. La squadra ottenne diversi record stagionali, come il minor numero di sconfitte (4), il maggior numero di punti ottenuti fuori casa (15), il miglior quoziente reti (2,56) ed il minor passivo di reti (23).

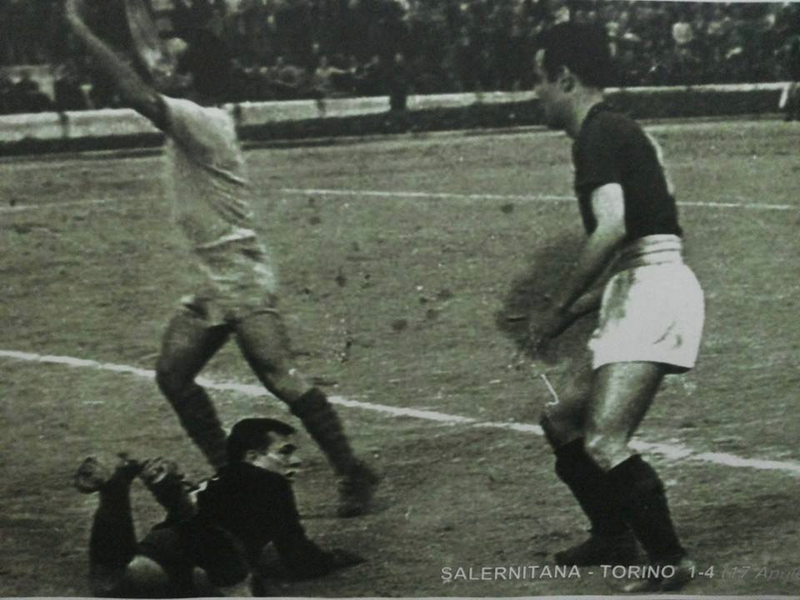
Esultanza dopo l'unico gol salernitano siglato in casa da Merlin al Grande Torino, gara valida per la Serie A 1947-48 (finita 4-1 per i piemontesi)

In estate venne organizzato un torneo di calcio a Salerno. Ebbene, fu in una delle partite di quel torneo che il capitano Antonio Valese sperimentò e suggerì in seguito all'allenatore Gipo Viani il Vianema. Si trattò di un'invenzione mediante la quale la Salernitana ottenne rilevanti risultati in massima serie, riuscendo a tenere testa a molte grandi squadre. In pratica fu una vera e propria rivoluzione, che contribuì a modificare le future regole tattiche anche di altre squadre, infatti anche grazie alle idee del Vianema nacque ciò che in seguito divenne il catenaccio (modulo 1-3-3-3): si trattò di un sistema che da un lato consentì la possibilità per la squadra di difendersi e dall'altro di avere anche buone possibilità di attaccare, attraverso un gioco che si sviluppava sulle fasce, l'invenzione del finto centravanti e della figura del libero. Alberto Piccinini veniva schierato in campo con il numero 9, dunque quale finto attaccante giacché a gioco in corso andava a fare da tramite fra centrocampo e difesa, conferendo importanza al ruolo del mediano, che marcava gli attaccanti avversari. Il fatto che il mediano andasse a marcare gli avversari permetteva al difensore centrale Ivo Buzzegoli, che si posizionava davanti al portiere e dietro gli altri tre difensori, maggiore libertà di movimento, e pertanto poteva proteggere il pallone ogni qualvolta lo si riteneva necessario.
Attraverso il Vianema la Salernitana si fece conoscere in tutta Italia, ma la diatriba circa la paternità del metodo fece sì che Valese abbandonasse la squadra, in polemica con l'allenatore che la utilizzò. Pertanto il capitano che fu tra i protagonisti della prima promozione in Serie A per la Salernitana non giocò mai in massima serie nell'arco della sua carriera.

La sfida per la salvezza Roma-Salernitana

I campani ottennero in Serie A 1947-1948 diversi buoni risultati, non centrando la salvezza per un solo punto, ma circa questo aspetto sorsero non poche polemiche, giacché alla Roma venne contestato un favoritismo nella gara valida per lo scontro salvezza con la Salernitana. Lo scrittore Antonio Ghirelli nella sua Storia del calcio descrive il favoritismo arbitrale ottenuto dai giallorossi con le seguenti parole: "...la Salernitana si vide sacrificata all'ultimo ad un club più potente e più ricco, la Roma, che poté salvarsi grazie ad un arbitraggio molto discutibile in occasione del confronto diretto con i provinciali campani, a due giornate dalla fine". L'arbitro della partita, Vittorio Pera di Firenze, in quella gara assegnò alla Roma un gol viziato da un fallo sul portiere, e la rete consentì alla squadra giallorossa di vincere per 1-0. La Salernitana presentò per tale motivo un ricorso avverso alla retrocessione, ma nulla si smosse ed alla fine i campani tornarono in seconda serie.
Dopo la retrocessione, il presidente Mattioli abbandonò il timone della società proprio nel 1948, in favore di Marcantonio Ferro che rimase in carica fino al 1954.
Di ritorno in B, la Salernitana 1948-49 ritentò la scalata alla massima serie, attraverso il nuovo allenatore Pietro Piselli. Malgrado i buoni risultati ottenuti in casa, la squadra granata subì troppe sconfitte in trasferta, sicché concluse la stagione al quarto posto, posizione non utile alla promozione.
Nel 1949 inoltre, grazie al pittore Gabriele D'Alma la Salernitana cambiò il proprio logo, adottando come simbolo un ippocampo (già emblema della Scuola Medica Salernitana), che per qualche stagione comparve anche sulle casacche di gioco.

## Anni cinquanta, sessanta e settanta: tra Serie B e C, il caso Plaitano, le crisi finanziarie

Una formazione della Salernitana 1950-51, squadra che concluse tredicesima in Serie B

Nel 1950 durante una partita col Genoa, si verificò a Salerno la prima invasione di campo in Italia dopo l'avvenuta Liberazione nazionale. Sullo 0-0 a dodici minuti dal termine, per un fallo in area del granata Fragni ai danni del rossoblù Frizzi l'arbitro assegnò un calcio di rigore al Genoa. Segnò Pravisano, portando i liguri alla vittoria, una vittoria contestata dai tifosi salernitani. In precedenza l'arbitro aveva sorvolato su di un fallo in area di Beccatini, giocatore rossoblù. In seguito al gol, uno spettatore salernitano scavalcò la rete dei Distinti, entrò in campo e tentò di aggredire l'arbitro. Infine, la terna arbitrale fu costretta a scappare, giacché dallo stesso settore giunsero poi altri spettatori. La Salernitana fu per tale episodio multata di mezzo milione di lire, la partita venne considerata vinta a tavolino per 2-0 dal Genoa, ed il campo venne squalificato per 2 turni.
Lo stadio della Salernitana, il Littorio, in seguito alla Liberazione cambiò nome in Stadio Comunale, mentre il 14 settembre 1952 in occasione della gara interna contro il Messina venne intitolato dal Comune di Salerno a Donato Vestuti, mentre dedicò la piazza antistante lo stadio a Renato Casalbore, giornalista salernitano presente nell'aereo che si schiantò nella Tragedia di Superga.
La squadra rimase in Serie B durante l'intero periodo di presidenza Ferro, ma a partire dal 1950 lottò esclusivamente per mantenere la categoria. A partire dal 1954, con l'abbandono di Ferro alla guida della società il massimo dirigente cambiava stagione dopo stagione (si alternarono Spirito, Scaramella, De Martino e Tortorella), e tale situazione andò avanti fino al 1958, quando Matteo Guariglia rimase in carica per due stagioni consecutive, fino al 1960.
Nel luglio del 1954 Marcantonio Ferro lasciò la squadra, che rimase nelle mani del Commissario Prefettizio comunale. A inizio novembre la Salernitana si ritrovò ultima in classifica con 11 punti; tuttavia successivi 14 risultati utili consentirono inaspettatamente la salvezza. La situazione non mutò nemmeno nella stagione 1955-56, e la squadra infine retrocesse in Serie C.
All'inizio della stagione 1956-57 i campani furono a rischio fallimento, ma l'elezione dell'on. Carmine De Martino scongiurò il peggio, e a livello agonistico la Salernitana disputò un campionato di vertice, concluso al terzo posto. De Martino si dimise nell'arco del successivo campionato (1957-58) e venne sostituito da Giuseppe Tortorella, che rilevò il club.
Nel 1958-59 giunse il presidente Matteo Guariglia, ed il nuovo massimo dirigente, al fine di ridurre le spese puntò su una squadra di soli giovani salernitani, guidati da Nicolò Nicolosi. La Salernitana concluse ultima in classifica, ma per quella stagione non erano previste retrocessioni, in quanto vi fu in atto una riforma del campionato.
Lo spauracchio della retrocessione tuttavia rimase in agguato anche nella seguente stagione, con una società guidata inizialmente da Guariglia (che si dimise a stagione in corso), e sul finire del campionato da Leopoldo Fulgione, assessore comunale allo sport. Infine, il successo in trasferta ad Avellino consentì di scavalcare la Casertana, la quale presentò ricorso contro presunte irregolarità nel derby dei granata in Irpinia, ma tale provvedimento non ebbe fortuna, e la Salernitana mantenne la categoria.
Un altro rischio di fallimento per la Salernitana vi fu alla vigilia del campionato 1960-61  a seguito delle dimissioni di Guariglia, e tuttavia il crack venne nuovamente scongiurato, questa volta grazie a Pasquale Gagliardi, che rilevò la società e ne divenne commissario straordinario.

Una formazione del 1961-62

Gagliardi mostrò avere piani ambiziosi e di voler dare una svolta ad una squadra per troppi anni invischiata nelle lotte per non retrocedere. In effetti l'ingaggio come allenatore di Ettore Punicelli, ex attaccante del Milan ben si sposava con gli obiettivi dichiarati del nuovo massimo dirigente. Ma le cose non andarono per il verso giusto, e a stagione in corso l'allenatore venne esonerato favorendo in seguito l'ingaggio di Silvio Di Gennaro (dopo una settimana in cui il mister provvisorio fu il vice Mario Saracino), il quale otterrà 11 risultati utili consecutivi nel girone di ritorno, favorendo una tranquilla salvezza.
Nel campionato successivo la Salernitana, inizialmente guidata ancora da Di Gennaro, poi sostituito da Gyula Zsengellér concluse al terzo posto. In quello seguente al quarto. La stagione 1962-63 è anche da menzionare per un episodio accorso durante la gara Salernitana-Potenza. Una partita sentita da entrambe le squadre e le rispettive tifoserie, giacché ci si stava giocando la possibilità della promozione: quella gara fu decisiva. Con i salernitani in svantaggio di un gol, un calcio di rigore non concesso dall'arbitro Gandiolfo dopo un fallo subito da Luigi Gigante scaturì una solitaria invasione di campo, fermata con eccessiva forza da parte delle forze dell'ordine: ciò irritò ulteriormente la tifoseria campana, già provata dalla decisione arbitrale, e per tale motivo in campo vi fu poi una vera e propria guerriglia.
Allo scopo di placare il caos, in campo vennero sparati alcuni colpi di pistola, ed uno di questi colpì mortalmente Giuseppe Plaitano, seduto tra gli ultimi gradoni della tribuna. Plaitano fu la prima vittima in uno stadio, ed in merito al drammatico episodio non vennero mai stabilite le relative responsabilità. A Plaitano è dedicato uno dei principali gruppi della tifoseria della Salernitana: gli Ultras Plaitano.

La Salernitana 1965-66 che vinse il campionato e ottenne la promozione in B

Il presidente Gagliardi decise, alla vigilia del campionato di Serie C 1963-1964 di abbandonare la società, lasciandola in una situazione complicata: si alternarono, in quella stagione, ben tre commissari straordinari. Di questi, ad Osvaldo Di Giuseppe spettò il compito di allestire la rosa, e come allenatore venne scelto Rodolphe Hiden. Al termine del campionato i granata si piazzarono al sesto posto. Il campionato successivo, oltre a registrare un ennesimo cambio di proprietà (con Michele Gagliardi, fratello dell'ex massimo dirigente Pasquale) segnò il debutto del massaggiatore Bruno Carmando, che prese il posto di Alberto Fresa e diede inizio ad una collaborazione destinata a durare per tanti anni. Agonisticamente, la Salernitana di Hiden (sostituito a stagione in corso, poi richiamato) lottò per non retrocedere riuscendovi all'ultima giornata battendo il Cosenza.
Dopo anni di lotte per non retrocedere miste a vane speranze di promozione, la Salernitana 1965-66 diede una svolta alla storia del club, conquistando il primato in classifica ed ottenendo dunque il ritorno nella seconda serie nazionale.
Guidata dall'allenatore Domenico Rosati, la squadra del presidente Gagliardi venne composta da giocatori esperti come Piccoli, Scarnicci e Cignani, e giovani come Corbellini e Pierino Prati, talentuoso giocatore al debutto. Prati risultò determinante per la squadra, malgrado un infortunio accorso in casa del Savoia (rottura di tibia e perone) che gli costarono 15 partite non giocate. Per tutta la stagione i campani lottarono col Cosenza per la testa della classifica, che alla fine conquistarono.

Mauro Pantani in azione

Dopo dieci anni, i granata del 1966-67 tornarono in Serie B ma dovettero arrendersi al fatto di non avere i mezzi utili a reggere il confronto con le altre squadre del campionato, e dunque retrocessero. A sei giornate dal termine Rosati venne sostituito dal mister Oscar Montez che tuttavia ottenne soltanto sconfitte. Tra le curiosità della stagione, essa fu la prima in cui scattò l'obbligo per le squadre di prima e seconda serie di giocare su un campo con erba (e i pali delle porte ovali). Il Vestuti venne reso a norma solo il giorno prima della partita di esordio in Coppa Italia, quando dei giardinieri prelevarono delle zolle d'erba dai giardini del lungomare trasferendole sul campo di Piazza Casalbore. Inoltre la Salernitana divenne una società per azioni.
A partire dal successivo campionato disputato, quello di Serie C 1967-68 la Salernitana venne presieduta da Giuseppe Tedesco come commissario straordinario. Agonisticamente, la prima squadra condusse per le prime due stagioni dell'era Tedesco dei campionati anonimi, ma una soddisfazione giunse nel 1969 dalla squadra juniores, che si aggiudicò il Campionato Nazionale Dante Berretti di Serie C.

Una formazione del 1979-80

Il risultato più importante ottenuto invece nei successivi anni settanta a livello di squadra fu il secondo posto raggiunto nel girone C della Serie C 1970-1971, per il resto la squadra continuò per tutto il decennio a militare nel terzo livello nazionale raggiungendo vari piazzamenti, fra cui il quarto posto nel campionato immediatamente successivo (con Mauro Pantani capocannoniere del girone con 17 gol). Quello dei settanta fu un decennio caratterizzato da forti problemi economici e vari cambi di proprietà, e di questi uno dei più significativi fu l'assorbimento del club nella appena costituita Salernitana Sport S.p.A, società sorta il 18 luglio 1977 per evitare di far scomparire la Salernitana dai professionisti e che come primo presidente ebbe Enzo Paolillo (come allenatore Carlo Facchin, poi sostituito per una settimana dal vice Mario Saracino, ossia per coprire l'attesa dell'ingaggio di Enea Masiero, anch'egli poi esonerato in corso d'opera e sostituito dall'allenatore-giocatore Lucio Mujesan). In più in quel periodo, ossia nella stagione 1977-78 l'attaccante Costante Tivelli della Salernitana con 19 reti messe a segno divenne capocannoniere del girone C di Serie C.

## Anni ottanta e novanta: dalla terza serie al ritorno in Serie A
Gli anni ottanta non si discostarono molto dai risultati ottenuti nei settanta così come non mancarono contestazioni e problemi di natura economica. Eppure fu proprio verso gli ultimi anni di quel decennio che la situazione iniziò a cambiare in meglio, con una nuova proprietà con a capo Giuseppe Soglia.
La Salernitana 1987-88 inizialmente suscitò entusiasmo in città. Al Cinema Capitol vi fu una grande folla ad assistere alla presentazione della squadra, una folla fiduciosa che il ritorno in Serie B fosse un'operazione alla portata del club. Tuttavia, malgrado anche l'acquisto del "bomber" Franco De Falco e del portiere Roberto Renzi nel corso del mercato di riparazione, alla fine ottenne soltanto un decimo posto.

Amedeo Rosamila (presidente del CCSC) abbracciato dal presidente Giuseppe Soglia durante i festeggiamenti della promozione in B nel 1989-90

In seguito, nella stagione successiva venne radicalmente modificata la rosa, e venne allestita una squadra con lo scopo dichiarato di ottenere la promozione, ingaggiando fra gli altri il celebre Agostino Di Bartolomei, che divenne capitano. Tuttavia quella Salernitana riuscì soltanto a salvarsi.
La promozione in Serie B, anche grazie al contributo di Di Bartolomei, giunse però nella stagione di Serie C1 1989-1990. I granata, sotto la guida tecnica di Giancarlo Ansaloni e la presidenza di Giuseppe Soglia, raggiunsero il traguardo all'ultima giornata, con l'ultima partita disputata dalla Salernitana al Vestuti: fu 0-0 contro il Taranto.
Il ritorno in Serie B avvenne dopo 23 campionati consecutivi di terza serie, al termine di una stagione cominciata fra le proteste e lo scetticismo del pubblico, con il presidente Soglia che aveva rassegnato le dimissioni, dichiarandosi disposto a cedere la società, salvo poi tornare, dopo i primi risultati positivi, al vertice del club. I campani ottennero in quella stagione un secondo posto in campionato, utile al salto di categoria. Tra i protagonisti dell'annata, oltre al capitano Di Bartolomei (7 gol in campionato), figuravano anche altri uomini di qualità come l'attaccante Maurizio Lucchetti (che mise a segno 6 gol in campionato) e i centrocampisti Francesco Della Monica, Marco Pecoraro Scanio e Giuseppe Donatelli.
All'inizio della nuova stagione, per l'occasione, la squadra campana si presentò ai nastri di partenza con un nuovo stadio, l'Arechi, così chiamato in onore del principe longobardo Arechi II, sovrano medievale della città. Nel corso dell'anno, la Salernitana si dimostrò una squadra molto difficile da battere (appena 9 le sconfitte in campionato, come l'Ascoli, promosso in Serie A), ma faticò moltissimo a vincere, per via di una scarsa attitudine realizzativa, colmata soltanto in parte dall'abilità nei calci piazzati del centrocampista Daniele Pasa, miglior marcatore granata del torneo. Nonostante le difficoltà, la Salernitana chiuse comunque l'annata con un bottino di punti abbastanza alto (36, a soli 6 punti dalla prima squadra promossa), a pari merito con Modena, Pescara, Avellino e Cosenza; la classifica avulsa decretò però la salvezza delle prime tre squadre, costringendo la compagine campana a giocarsi, in coda al campionato, uno spareggio-salvezza in gara unica con il Cosenza sul campo neutro di Pescara. La squadra di Ansaloni ne uscì sconfitta per 1-0, retrocedendo subito in terza serie. Per la prima volta nella storia della Serie B a 20 squadre, 36 punti non furono sufficienti a ottenere la permanenza nella categoria. L'annata fu peraltro caratterizzata da difficoltà societarie: durante la stagione, a Claudio Lamberti, vicepresidente, spettò il compito di dirigere la società, a seguito alle dimissioni (giunte all'inizio del girone di ritorno) di Giuseppe Soglia.
Il patron fu quindi spinto a vendere il club anche a causa del grave indebitamento che lo aveva colpito; così, alla vigilia del campionato di Serie C1 1991-1992, Antonio Capone rilevò la società per nome di Pasquale Casillo. L'imprenditore sangiuseppese, già presidente del Foggia, immaginava un ruolo da società satellite per i granata. Il massimo dirigente - in qualità di amministratore delegato - divenne, così, Franco Del Mese; l'allenatore scelto, invece, fu Giovanni Simonelli. La squadra inizialmente puntò al vertice, ma finì per sgretolarsi sotto il peso di problemi di spogliatoio, che dapprima portarono all'allontanamento del tecnico (sostituito da Tarcisio Burgnich), quindi al naufragio del progetto di ritorno in cadetteria. A fine anno, fu così 5º posto.

Una partita contro il Chieti nel 1992-93: in maglia granata Massimiliano De Silvestro

Rinnovata negli interpreti (grazie agli arrivi di Giovanni Pisano, Massimiliano De Silvestro, Francesco Tudisco, Claudio Grimaudo, Pietro Strada) e nei componenti dell'area tecnica (allenatore Giuliano Sonzogni, direttore sportivo Renzo Castagnini), nella stagione 1992-1993, la squadra riuscì a stabilire un record di imbattibilità a lungo rimasto ineguagliato, inanellando 22 risultati utili consecutivi. Questo ruolino di marcia le consentì di arrivare a giocarsi al meglio le possibilità di promozione. Tuttavia, i magri risultati racimolati nel momento culminante della stagione, peraltro in sfide decisive che la vedevano opposta alle dirette concorrenti, frenarono le ambizioni della Salernitana, che concluse per la seconda volta consecutiva il torneo al 5º posto.
Ai nastri di partenza della stagione agonistica 1993-94, i granata si presentarono ancora una volta rinnovati nell'area tecnica. Guidata da Delio Rossi, giovane allenatore proveniente dalle giovanili del Foggia, la squadra fu duramente criticata alla vigilia del campionato e nel corso delle prime partite. A pesare sul giudizio del pubblico e sulle aspre contestazioni della tifoseria, oltre all'inesperienza dell'allenatore (all'esordio tra i professionisti), incisero una serie di iniziali prestazioni sottotono, che cozzavano con le promesse del tecnico riminese di proporre una manovra ariosa e avvolgente, nello stile proprio del Foggia del suo mentore Zdeněk Zeman.

Festeggiamenti per l'avvenuta promozione in B nella finale play-off 1993-94

Una volta assimilati gli schemi del tecnico, però, la squadra cominciò a macinare gioco e risultati; rinforzata da un mercato di riparazione che permise l'acquisto del portiere Antonio Chimenti, del terzino Vittorio Tosto e del regista Roberto Breda, la compagine granata riuscì a chiudere la stagione regolare al terzo posto in classifica, guadagnando un posto utile per i play-off promozione, grande novità regolamentare di quell'anno. La vittoria in semifinale contro la sorprendente Lodigiani (risultato complessivo 5-1) e il successivo 3-0 rifilato nella finalissima alla Juve Stabia sul neutro di Napoli, permisero alla Salernitana di ritornare in cadetteria dopo tre anni di serie minori. La squadra sfiorò anche la finale di Coppa Italia Serie C, terminando la sua corsa in semifinale, dopo un doppio pareggio con il Perugia. Protagonisti della stagione, oltre all'allenatore Delio Rossi, ormai per tutti "il Profeta", furono il goleador Giovanni Pisano (capocannoniere del girone), il giovane libero Salvatore Fresi, i due esterni d'attacco Carlo Ricchetti e Massimiliano De Silvestro, il fantasioso Pietro Strada e il caparbio Francesco Tudisco, a segno per due volte nella sfida conclusiva della stagione.
Una volta in Serie B, il 19 ottobre 1994, il sodalizio fu rilevato da Aniello Aliberti, altro imprenditore sangiuseppese del settore agroalimentare, che ne assunse la presidenza. Grazie a un organico pressoché invariato rispetto al precedente campionato e a degli automatismi ormai ben oliati, Delio Rossi riuscì a ottenere risultati anche in cadetteria, installandosi fin dai primi mesi nelle posizioni utili per il salto di categoria. Nonostante fino a poche giornate dalla fine fosse terza e apparisse in pieno controllo della situazione, una serie di sconvenienti pareggi consecutivi arrivati nella tarda primavera del 1995 fecero sì che la Salernitana dilapidasse in breve tempo un cospicuo margine di vantaggio accumulato sulle inseguitrici. I granata si presentarono, così, all'ultima giornata con 2 punti da recuperare sulla quarta in classifica, l'Atalanta, e la necessità di batterla proprio nello scontro diretto finale, in programma allo stadio Azzurri d'Italia. La sconfitta per 2-1, maturata nel secondo tempo della partita, regalò la promozione ai nerazzurri, relegando invece la squadra di Delio Rossi a un amaro quinto posto. Nota positiva della stagione furono i 21 gol di Giovanni Pisano, che bissò il successo dell'anno precedente, laureandosi capocannoniere della categoria.

Una formazione del 1994-95

A sorpresa, nella stagione 1995-96, le strade della Salernitana e di Delio Rossi si separarono: il tecnico rientrò a Foggia, con l'obiettivo di riportare i satanelli, appena retrocessi, in massima serie. La Salernitana si affidò a un nuovo allenatore, anch'egli esordiente nella categoria, Franco Colomba. L'infortunio di Giovanni Pisano all'esordio in campionato pesò oltremodo nella prima parte della stagione, influendo negativamente sui risultati di squadra per tutto il girone d'andata; la situazione fu inasprita da una contestazione dei tifosi, che portò alle temporanee dimissioni di Aniello Aliberti dalla carica di presidente. Nonostante il clima ostile, però, il patron rinnovò la fiducia al tecnico e la squadra seppe risollevarsi, arrivando ancora una volta a giocarsi le proprie chance di promozione all'ultima giornata, grazie a una grande risalita nel girone di ritorno. Nella sfida conclusiva con il Pescara, i granata furono a lungo virtualmente promossi, salvo esser scavalcati dal Perugia nel secondo tempo, a causa degli sfavorevoli risultati in arrivo dagli altri campi. Nella stessa annata, la squadra partecipò anche all'ultima storica edizione della Coppa Anglo-Italiana, uscendo ai rigori ai quarti di finale contro il Genoa (poi vincitore del torneo).
Nel campionato di Serie B 1996-1997, tutte le squadre (forti degli esiti del caso Bosman) portarono un gran numero di stranieri in rosa. Anche la Salernitana non fu da meno, ma molti degli acquisti realizzati si rivelarono in breve tempo inadeguati per la categoria e per le stesse ambizioni della Salernitana, costringendo i granata a un'annata di grande sofferenza. La situazione problematica, acuita dall'addio importante del bomber e primatista di reti in granata Giovanni Pisano, portò all'esonero di Franco Colomba, sostituito in febbraio dal traghettatore Franco Varrella. Pur in netta crisi di risultati e gioco, la squadra riuscì ad acciuffare la salvezza, grazie anche ad alcune decisive reti del centravanti sudafricano Phil Masinga, che scacciarono lo spettro della retrocessione.

Roberto Breda, 245 presenze ufficiali in maglia granata, e capitano della Salernitana 1997-98 promossa dopo mezzo secolo in Serie A.

A quel punto, la dirigenza granata decise di resettare tutto e richiamare l'allenatore artefice dell'ultima promozione, Delio Rossi. Con una partenza lampo, rimasta ad oggi ineguagliata, i granata fecero subito l'andatura nel campionato 1997-98, raggiungendo la promozione in massima serie con ben 5 partite ancora da giocare. Oltre alle decisive reti di Marco Di Vaio (21, capocannoniere) ed Edoardo Artistico (12), fu fondamentale l'apporto di un centrocampo di qualità (composto dal già citato Roberto Breda, dai fratelli Giovanni e Giacomo Tedesco e dal trequartista Alessio Pirri), oltre che di una difesa imperniata su cavalli di ritorno (Ciro Ferrara, Vittorio Tosto, rientrato a Salerno l'anno prima) e giovani di buone prospettive (Luca Fusco).
Con queste premesse, i granata si approcciarono per la seconda volta nella loro storia alla serie A, proprio nella stagione del loro ottantesimo anniversario. In vista del torneo di Serie A 1998-1999, i granata realizzarono quindi un mercato molto intenso, sotto la direzione del ds Giuseppe Pavone. Salutarono molti veterani e protagonisti dell'anno prima (tra gli altri, Ciro Ferrara, Carlo Ricchetti e gli attaccanti Ciro De Cesare ed Edoardo Artistico, passati rispettivamente a Chievo e Torino). All'Arechi giunsero, così, molti calciatori di grande prospettiva: tra questi, il roccioso difensore camerunense Rigobert Song Bahanag (fresco delle esperienze in Coppa d'Africa e ai Mondiali di Francia), il talentuoso libero Salvatore Fresi (al suo primo ritorno, in prestito, a Salerno), i promettenti centrocampisti Marco Rossi, Ighli Vannucchi e, successivamente, Gennaro Ivan Gattuso (tutti e tre nel giro dell'Under-21) e, infine, l'ancora sconosciuto David Di Michele. Accanto a questo gruppo di interessanti prospetti, si aggiunsero un gran numero di altri elementi, che si rivelarono invece acerbi quando non del tutto inadeguati alla categoria, finendo alla lunga per incidere in negativo sull'annata dei granata.
La squadra di Rossi, infatti, pagò a caro prezzo l'inesperienza e la grande spregiudicatezza, finendo per collezionare appena 12 punti nelle prime 16 gare, faticando peraltro enormemente fuori casa. Il presidente Aliberti, decise, quindi di sostituire l'allenatore all'indomani di un filotto di risultati negativi, optando per Francesco Oddo. Tuttavia, una feroce contestazione di alcuni ultrà irrotti in sala stampa durante la presentazione del nuovo tecnico provocò il dietrofront del presidente, accompagnato dalle sue contemporanee dimissioni, in seguito ritirate. Rivitalizzati dal terremoto interno e guidati da un Marco Di Vaio maggiormente decisivo sotto porta, nel girone di ritorno i granata riuscirono inizialmente a ottenere migliori risultati, sconfiggendo molte delle grandi transitate per l'Arechi e, così, risalirono leggermente la china. A peggiorare le cose, arrivò però la sconfitta con il Perugia, una delle dirette concorrenti per la salvezza. Al termine della gara, il presidente Aliberti esonerò nuovamente Rossi, richiamando Oddo, che si prefisse un leggero cambio di modulo (in senso più conservativo), in modo da provare a far risultato su tutti i campi. Ne venne fuori un ruolino di marcia di 14 punti in 7 partite, che portò la Salernitana a giocarsi la salvezza all'ultima gara in trasferta, in programma al Leonardo Garilli di Piacenza. Nonostante la contemporanea sconfitta maturata dal Perugia, la Salernitana però non riuscì ad andare oltre il pari, finendo per retrocedere per un solo punto al termine di una rimonta pur appassionante per i tifosi.
Oltre all'amarezza per la retrocessione, l'ultima gara di campionato portò in dote alla città un triste epilogo: il treno che riportava a casa i tifosi della Salernitana fu incendiato nel tratto di galleria che collega Nocera Inferiore a Salerno, causando la morte di quattro giovanissimi tifosi che si trovavano a bordo: Ciro Alfieri, Giuseppe Diodato, Vincenzo Lioi e Simone Vitale.

## Dal 2000 al 2011: gli ultimi anni della presidenza Aliberti e il doppio fallimento

Aniello Aliberti

Dopo la cocente retrocessione arrivata all'ultima curva, la dirigenza azzerò il progetto tecnico. Lasciarono Salerno molti dei protagonisti del precedente ciclo e lo stesso allenatore Francesco Oddo. Per la panchina, fu scelto Adriano Cadregari, esordiente nella categoria, ma già vincitore del Torneo di Viareggio 1996 alla guida della Primavera del Brescia. Il direttore sportivo Giuseppe Pavone costruì, quindi, una squadra molto giovane da mettere al servizio del nuovo tecnico, chiamato a riportare la Salernitana in A.
La nuova Salernitana, nelle primissime battute della stagione, sembrò in grado di ripetere gli exploit del ciclo precedente: nella nuova Coppa Italia di quella stagione, fu subito protagonista del girone eliminatorio, arrivando prima a pari merito con il Napoli, ma finendo eliminata per peggior differenza reti (-1) negli scontri diretti con gli azzurri. Nonostante le buone sensazioni, la squadra finì per palesare ben presto diversi difetti strutturali, che la portarono a sprofondare nei bassifondi della classifica di Serie B, causando l'esonero di Cadregari dopo appena 5 giornate. A sostituirlo, fu chiamato Luigi Cagni. Dopo un periodo di rodaggio (e alcuni innesti di esperienza quali Fabrizio Lorieri, Giuliano Melosi, Stefano Guidoni), la Salernitana ricominciò a macinare risultati, infilando una buona serie di risultati e tornando a proporsi in posizioni nobili della classifica. Tuttavia, una nuova crisi di risultati, unita alle forti difficoltà della squadra a far punti in trasferta, ridimensionarono i granata, tanto da portare a un ritorno lampo di Cadregari in panchina e alla nuova chiamata di Cagni. La Salernitana concluse 7°, ma comunque staccata dalle pretendenti al salto di categoria.
Nella stagione successiva, la formazione fu affidata a Francesco Oddo, l'allenatore che aveva fallito d'un soffio l'impresa della salvezza in A. L'avvio in Coppa Italia fu più che incoraggiante e permise ai granata di arrivare a giocarsi l'accesso ai quarti di finale in un doppio incontro contro la Fiorentina, futura vincitrice della coppa. Tuttavia, all'exploit di coppa non seguì un simile rendimento in campionato e Oddo finì ben presto esonerato, sostituito da Nedo Sonetti. La situazione di classifica deficitaria fece sì che il presidente Aliberti tornasse sui suoi passi per richiamare l'allenatore nativo di Trapani, che riuscì a centrare la salvezza a 180' dalla fine del torneo, portando i granata al quindicesimo posto.
Dopo due stagioni - pur in modo diverso - deludenti, la Salernitana ripartì da un progetto giovane e ambizioso per il torneo 2001-02: la panchina fu affidata a Zdeněk Zeman, cui la società richiese un campionato di vertice. Passato il periodo di iniziale adeguamento a metodi e schemi del nuovo allenatore, la squadra cominciò a ottenere risultati attraverso la ricerca del bel gioco. Furono fondamentali alcune intuizioni del tecnico boemo, che trasformò Fabio Vignaroli in un centravanti implacabile (20 gol in campionato) e ottenne prestazioni di rilievo da parte di diversi giovani giocatori giovanissimi e ancora sconosciuti, quali Samuele Olivi e Nicola Campedelli (per i quali giunse la convocazione in Nazionale Under-21), Marco Zoro, Alfonso Camorani, Giorgio Di Vicino e Babú. La Salernitana riuscì a fare risultato in entrambe le edizioni del derby col Napoli, impattando 1-1 al 94° allo Stadio San Paolo e vincendo 3-1 nel ritorno a Salerno, in una gara che valse un illusorio sorpasso in classifica ai rivali. Con l'avanzare della primavera, però, i granata vissero un brusco crollo, perdendo contatto dal trenino promozione e collezionando appena 6 punti nelle 10 gare finali del campionato. Alla fine, fu sesto posto. Di quell'anno, si ricorda un particolare record: dopo 7 secondi e 88 centesimi dal fischio d'inizio di Ancona-Salernitana, Daniele Bellotto della Salernitana mise a segno quello che sarebbe diventato il gol più veloce della storia del calcio professionistico italiano.
La successiva stagione agonistica fu inaugurata sotto una cattiva stella: a causa degli screzi tra Zeman e la dirigenza, il tecnico giunse alla firma del contratto soltanto alla vigilia della prima partita ufficiale. Il clima non sereno ebbe ripercussioni anche sulla squadra, che collezionò appena 12 punti nelle prime 17 uscite. La sostituzione del tecnico boemo con Franco Varrella, alla sua seconda esperienza in granata, si rivelò inutile: la Salernitana chiuse il campionato ultima e staccata di 22 punti dalla prima squadra salva (il Napoli). Intanto, però, già a metà stagione era detonata la querelle giudiziaria nota come "Caso Catania". 
Nell'attesa del giudizio che la vedeva - pur indirettamente - coinvolta, la Salernitana partì in ritiro guidata da un giovane Stefano Pioli, esordiente tra i professionisti, e con diversi dubbi sul campionato al quale sarebbe stata iscritta. Il caso, infine, si chiuse con una decisione politica non scevra da contestazioni: l'allargamento dei quadri della competizione da 20 a 24 squadre e il ripescaggio delle retrocesse (eccezion fatta per il Cosenza, fallito, al cui posto fu ripescata la rinata Fiorentina della famiglia Della Valle).. Il torneo di B di quell'anno si rivelò abbastanza anonimo e portò in dote alla Salernitana una salvezza, ottenuta non senza qualche patema.
Nell'annata seguente, la Salernitana si presentò ai nastri di partenza ancora una volta con una rosa infarcita di giovani promesse, tra cui Raffaele Schiavi, Maurizio Lanzaro, Cristian Molinaro e Raffaele Palladino, giunto in prestito dalla Juventus. Fu proprio il calciatore originario della provincia di Napoli a guidare la Salernitana alla salvezza, al termine di una stagione partita sotto i peggiori auspici, con il prematuro esonero di Aldo Ammazzalorso, e conclusa con una salvezza tranquilla, targata Angelo Adamo Gregucci.
Al termine del campionato, a seguito di una decisione più volte contestata nel corso degli anni, la Salernitana fu estromessa dai campionati professionistici per la successiva stagione 2005-06, a causa di inadempienze economiche. I calciatori furono tutti svincolati. Nel tentativo estremo di dimostrare la presunta ingiustizia della decisione, il presidente Aliberti mandò una squadra di nuovi giocatori in ritiro con il tecnico Aldo Ammazzalorso, iscrivendola al campionato di Terza Categoria. Ben presto, il club fu dichiarato fallito e la squadra fu estromessa dal campionato. Nel frattempo, avvalendosi del Lodo Petrucci, il costruttore Antonio Lombardi, a capo di una cordata di imprenditori edili locali, iscrisse la squadra nella categoria immediatamente inferiore a quella in cui militava in precedenza la squadra radiata. Fu così che la storia della Salernitana ripartì, pur momentaneamente senza i simboli distintivi, dal campionato di Serie C1 2005-2006. La nuova società, sorta con la ragione sociale di Salernitana Calcio 1919, riuscì anche a richiamare in prima squadra alcuni calciatori in forza all'ultima Salernitana di Aniello Aliberti, quali il portiere ex-Chelsea Marco Ambrosio, Lorenzo Prisco, Rijat Shala e Salvatore Fresi (che, in ragione della sua pluriennale esperienza in granata, ne fu nuovo capitano, prima di andar via a seguito di incomprensioni con l'allenatore); inoltre, tornò a vestire anche uno degli eroi della promozione in A, il fantasista del rione Mariconda, Ciro De Cesare.
La nuova squadra, dopo aver viaggiato a una media di appena 1 punto a partita nelle prime gare della stagione sotto la guida di Maurizio Costantini, fu affidata a Stefano Cuoghi. La sterzata permise ai granata, pur favoriti da una penalizzazione postuma del Teramo, di accedere alla semifinale play-off per la promozione. Nella gara di andata, i granata sconfissero a Salerno il Genoa, subendo però un gol a pochi minuti dalla conclusione della partita, che fissò il risultato sul 2-1; al ritorno, un altro gol all'ultimo respiro valse la vittoria per 2-1 ai padroni di casa i quali, forti di un miglior piazzamento in classifica, passarono il turno.
Fallito il ritorno in B, la Salernitana ripartì da una compagine societaria ridotta, per via dell'uscita di scena di alcuni soci del presidente Lombardi. Così ridimensionata, la squadra non riuscì a ripetere i buoni risultati dell'anno prima nel nuovo campionato di Serie C1. A metà di un torneo altalenante, con la Salernitana comunque posizionata al 6º posto (a ridosso dei play-off), saltarono sia il tecnico Raffaele Novelli (già allenatore della Primavera granata nell'era Aliberti), sia il direttore sportivo Enrico Coscia. Tuttavia, il progetto giovani, affidato alle mani di un tecnico esperto quale Gianfranco Bellotto, naufragò totalmente e i granata si ritrovarono a fine torneo addirittura al 10º posto, staccati di 10 punti dai play-off e sotto tutte le altre squadre campane partecipanti al campionato.

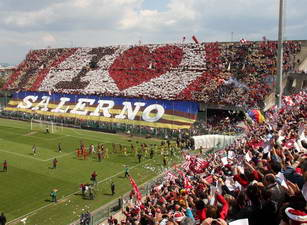
Coreografia della Curva Sud prima di Salernitana-Pescara del 2007-2008

Con l'entrata in società di capitali freschi e l'ingaggio già al termine della stagione 2007 di un nuovo direttore tecnico (Angelo Mariano Fabiani), la Salernitana si preparò nel migliore dei modi al campionato 2007-2008. La vittoria del campionato non fu mai in discussione e la squadra, affidata dapprima ad Andrea Agostinelli, poi a Fabio Brini, la conquistò con 90' di anticipo grazie al 2-0 interno contro il Pescara. I gol di Arturo Di Napoli si rivelarono decisivi, al pari delle parate di Salvatore Pinna e della qualità a centrocampo, garantita da elementi quali Evans Soligo (che sarebbe divenuto anche capitano più avanti).
Tenendo fede a una particolare costante degli anni precedenti, l'allenatore uscente non fu confermato e la squadra fu affidata a Fabrizio Castori. La Salernitana diede, sulle prime, l'impressione di poter competere per posizioni nobili della classifica, ma una sequenza di quattro sconfitte di fila fece precipitare i granata, spingendo la dirigenza ad affidarsi a un nuovo tecnico, Bortolo Mutti. L'esperienza dell'allenatore, che aveva richiesto pesanti interventi sul mercato, durò solo 5 gare, dando il preludio al ritorno di Castori e poi a quello di Brini. Grazie all'apporto di nuovi innesti (Antimo Iunco, Massimo Ganci) e soprattutto di un calciatore costantemente ignorato dai precedenti allenatori (il sudamericano Roberto Merino), Brini raggiunse la salvezza, conquistando 14 punti nelle 8 partite finali. Il sospirato traguardo fece guadagnare al tecnico la riconferma e alla società la possibilità di giocare in Serie B nell'anno del novantesimo anniversario dalla fondazione. Per l'occasione, la Salernitana riscattò all'asta fallimentare i beni immateriali del club precedente, tra cui i segni distintivi, cari alla tifoseria di fede granata.
Nella stagione del novantesimo anniversario, la Salernitana - colpita a inizio stagione dagli infortuni, peraltro gravi, dei suoi uomini più rappresentativi (Francesco Cozza e Roberto Merino) - batté diversi record negativi fatti precedentemente registrare nella sua storia; la stagione fu estremamente travagliata e si alternarono in panchina addirittura quattro allenatori (il confermato Brini, Marco Cari, Gianluca Grassadonia ed Ersilio Cerone), nessuno dei quali riuscì a trovare il modo di salvarla da un perentorio ultimo posto, che valse la retrocessione in terza serie, al tempo denominata Lega Pro.
La Salernitana, che aveva già reso note diverse difficoltà economiche, si ritrovò quindi a gestire un monte ingaggi sproporzionato per la categoria. Solo in piano di rateizzazione dei debiti, varato grazie anche al lavoro di intermediazione del direttore sportivo Nicola Salerno, permise alla squadra di essere ammessa in extremis al campionato successivo, ottenendo comunque una penalizzazione di 5 punti. La rosa fu costruita attorno all'ex calciatore, capitano e assessore allo sport del comune di Salerno, Roberto Breda, chiamato in panchina per tentare la pronta risalita in B. Il gruppo messo a sua disposizione, pur molto giovane, riuscì subito a regalare un calcio d'attacco e risultati convincenti, che gli permisero di balzare in testa alla classifica dopo la vittoriosa trasferta di Ferrara, giunta all'ottava giornata. Il clima di grande instabilità economica finì per influire sulle prestazioni dei granata, che persero diversi punti, favorendo il ritorno delle avversarie. Ad annata inoltrata, fu data per certa la cessione del club a un imprenditore italo-americano, Joseph Cala, che fu presentato alla stampa come nuovo proprietario, promettendo traguardi altisonanti, salvo poi tirarsi indietro quindici giorni dopo la sua prima conferenza stampa. Nonostante la crisi societaria imperversasse, l'impegno e il particolare entusiasmo del gruppo (rappresentato da giovani quali Jefferson, Antonino Ragusa e Fabinho, oltre a veterani del calibro di Nicholas Caglioni e Davide Carrus) portò a un rinnovato spirito comune che contagiò anche la tifoseria, fruttando la conquista del terzo posto nel girone di campionato, utile a un piazzamento nella griglia play-off. Nel turno di semifinale degli spareggi, la Salernitana non andò oltre l'1-1 in casa con l'Alessandria, ma riuscì a ribaltare il risultato in Piemonte, vincendo 1-3 in rimonta. Le due finali contro l'Hellas Verona furono decise dai rigori: due assegnati (e segnati) dai gialloblù al Bentegodi, uno realizzato dai granata nella sfida dell'Arechi. La Salernitana, così, non soltanto fallì il ritorno in B, ma si apprestò anche a vivere una delle pagine meno felici della sua storia.

## 2011 - 2024: dalla rinascita al ritorno in Serie A
L'estate del 2011 significò, infatti, per Salerno l'estromissione dai campionati professionistici di calcio, cui aveva sempre partecipato nel corso degli ultimi 92 anni, a cavallo tra primo, secondo e terzo livello del campionato italiano.
A recuperare la tradizione sportiva della Salernitana fu il Salerno Calcio, club fondato da Claudio Lotito e Marco Mezzaroma, che ottenne l'iscrizione in Serie D. La scelta del nome, dei colori sociali (il blu-granata presente, con il giallo, nel gonfalone cittadino di Salerno), così come la rinuncia al tradizionale logo dell'ippocampo, furono dovute a questioni di diritto industriale: tali beni immateriali appartenevano ancora ad Antonio Lombardi, che ne deteneva la proprietà attraverso l'ente Energy Power. La squadra, inserita nel girone G di Serie D, conquistò la vittoria del girone sotto la guida di Carlo Perrone, pur soffrendo la dimensione piuttosto provinciale di un campionato caratterizzato da un gioco rude e da strutture il più delle volte inadeguate a ospitare ingenti masse di tifosi, come quelle che si muovevano al seguito del Salerno Calcio. Ottenuta la promozione, la compagine blu-granata si fermò a un passo dalla finale valida per l'assegnazione del Campionato di Serie D, finendo sconfitta ai rigori dal Teramo.

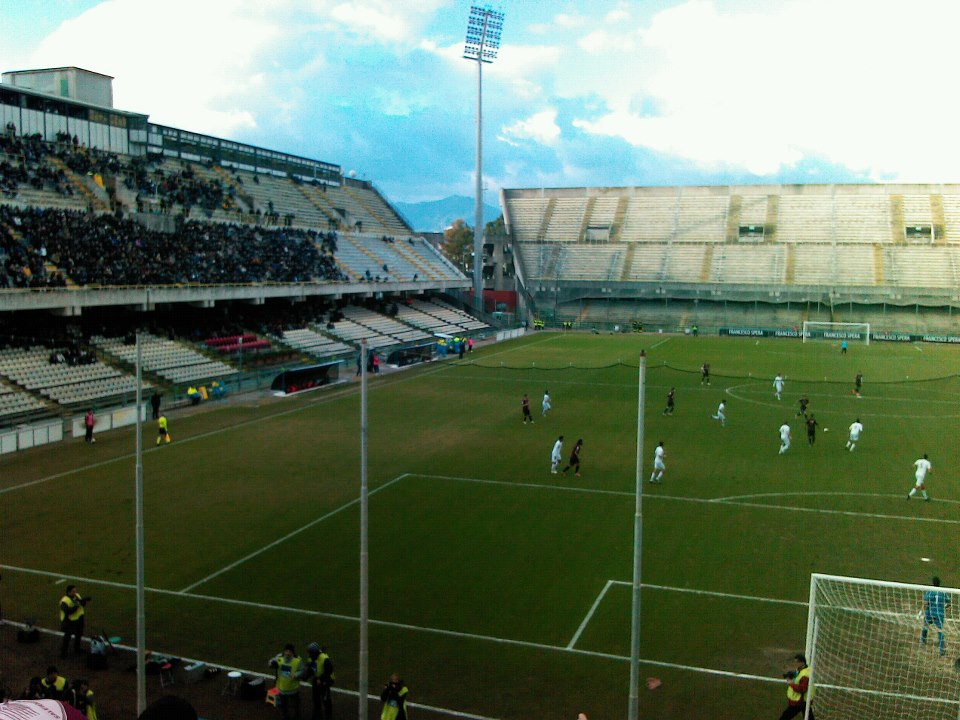
Contro il Teramo, battuto 3-1 in Lega Pro Seconda Divisione 2012-2013

Nella stessa estate, il sodalizio riacquisì i diritti per chiamarsi Unione Sportiva Salernitana 1919 ed esibirne i simboli distintivi, grazie a un accordo stipulato con la Energy Power. Sotto questi buoni auspici, la rinata Salernitana si affidò al tecnico Giuseppe Galderisi, originario proprio di Salerno, per la stagione seguente. Dopo un avvio non all'altezza delle aspettative, la dirigenza richiamò in panchina Carlo Perrone. L'ex allenatore delle giovanili della Lazio portò la Salernitana a stabilire un nuovo record di imbattibilità: 23 risultati utili di fila, interrotti dall'1-0 patito sul campo del Campobasso, uno in più dei 22 registrati nella stagione 1992-93, sotto la guida tecnica di Giuliano Sonzogni. Queste premesse spianarono ai granata la strada verso la seconda promozione consecutiva. La stagione trionfale si concluse, inoltre, con la vittoria della Supercoppa di categoria.
La Salernitana si ritrovò, così, a rigiocare il terzo livello del campionato italiano, due anni dopo la sconfitta in finale play-off, che aveva fatto da preludio al fallimento della società presieduta da Antonio Lombardi. La Lega Pro si trovava in un anno di transizione: la riforma dei campionati minori avrebbe portato di lì a una stagione alla soppressione della Seconda Divisione e alla disputa di una Lega Pro unificata, strutturata su tre gironi. Pertanto, i granata si trovarono a giocare un campionato di Prima Divisione per certi versi anomalo, caratterizzato dal blocco delle retrocessioni e da un cospicuo allargamento della griglia play-off (che avrebbe incluso le squadre posizionatesi dalla seconda alla nona piazza). 
La stagione partì sotto pessimi auspici, con le dimissioni presentate da Carlo Perrone, per divergenze di vedute con la proprietà. L'arrivo di Stefano Sanderra, reduce da tre stagioni di successi al Latina, non riuscì a riportare serenità in squadra, così l'allenatore romano si dimise a sua volta. La società richiamò pertanto Carlo Perrone, nel tentativo di ripetere la cavalcata dell'anno precedente. Nonostante un cammino positivo in Coppa di Lega, i risultati in campionato rimasero scarsi, tanto da portare all'esonero definitivo di Carlo Perrone. Si concretizzò così il primo ritorno in granata di Angelo Adamo Gregucci, chiamato a distanza di quasi 10 anni a raddrizzare la rotta. Sfumato ormai l'obiettivo della promozione diretta, il tecnico tarantino si prefisse con la società il raggiungimento degli spareggi promozione. I granata, migliorando leggermente il rendimento, riuscirono a strappare un 9º posto, ultimo posto valevole per l'accesso ai play-off, pur con una posizione in griglia assai sfavorevole: il primo turno eliminatorio, infatti, prevedeva una sfida di 90' da giocare in casa del Frosinone, decisamente meglio piazzato in classifica. I granata non riuscirono a impensierire i ciociari, che passarono il turno vincendo 2-0 ed estromettendoli dalla lotta promozione. Unica consolazione di quell'annata fu la storica conquista della Coppa Italia Lega Pro, avvenuta al termine di una doppia sfida con il Monza.
Per la stagione 2014-2015, la Salernitana affidò la panchina a un'icona della città, Mario Somma, uno degli eroi della promozione in B della stagione 1989-90. Il tecnico scelse come suo secondo un suo ex compagno di squadra e granata di lungo corso, Ciro Ferrara. Le divergenze con alcuni membri della dirigenza portarono, però, all'allontanamento dei due, a pochi giorni dall'esordio in campionato. Al posto di Somma fu chiamato Leonardo Menichini. Dopo una partenza caratterizzata da incertezze e risultati rocamboleschi, frutto anche del brusco cambio di allenatore, la Salernitana prese la testa della classifica, alternandosi a lungo con Benevento e Juve Stabia, prima di piazzare l'allungo decisivo, grazie a una serie di vittorie nelle sfide chiave della stagione. La compagine granata chiuse i conti per la vittoria del campionato nella sfida casalinga con il Barletta del 25 aprile (3-1 per i padroni di casa), tornando in Serie B dopo una militanza di quattro stagioni nelle serie minori. Fu invece seconda nell'inedita Supercoppa di Lega a tre squadre, che andò al Novara. Protagonisti della stagione, comunque sia trionfale, furono il laterale offensivo Maikol Negro, il duo brasiliano formato da Gabionetta e Calil, oltre a veterani quali Davide Moro, Manolo Pestrin e Maurizio Lanzaro, questi ultimi due di ritorno a Salerno dopo diversi anni. 
Come già accaduto in precedenza con l'ingaggio di allenatori quali Galderisi, Gregucci e Somma, anche per la nuova stagione la società decise di stuzzicare l'entusiasmo nel pubblico di fede granata con una figura legata alla città. Questa scelta portò al mancato rinnovo di Leonardo Menichini e all'ingaggio del tecnico cetarese Vincenzo Torrente. I risultati iniziali sembrarono dare ragione alla dirigenza, il cui obiettivo dichiarato era il raggiungimento di una salvezza tranquilla: all'esordio, la Salernitana regolò l'Avellino per 3-1, grazie ai gol di Gennaro Troianiello e di un ispirato Denilson Gabionetta, proseguendo discretamente nelle successive settimane. L'improvviso calo di rendimento del mancino brasiliano e le difficoltà realizzative del neo-acquisto Massimo Coda portarono la Salernitana sul baratro. La dirigenza, pertanto, esonerò Torrente e richiamò Menichini, che si prefisse un cambio di modulo (in ottica più conservativa) per provare a salvare la squadra granata. Grazie all'esplosione del neo-acquisto Leonardo Gatto, oltre al ritrovato istinto da goleador di Coda, schierato in coppia con Alfredo Donnarumma, la Salernitana si risollevò, giungendo quint'ultima e arrivando a giocarsi le sue residue possibilità di salvezza ai play-out contro una Virtus Lanciano in odore di fallimento. La salvezza fu ipotecata già nella gara d'andata, grazie a un perentorio 1-4, cui seguì un'altra vittoria casalinga.
Nonostante il raggiungimento dell'obiettivo, per la seconda volta Menichini non ottenne la conferma. La squadra fu affidata, così, a Giuseppe Sannino, che la guidò nel primo scorcio del torneo di B 2016-2017: i continui pareggi della squadra e il rapporto ben presto logoratosi con l'ambiente salernitano portarono il tecnico a presentare dimissioni. La società si affidò, così, ad Alberto Bollini, che come Carlo Perrone vantava di una lunga militanza nei quadri tecnici del settore giovanile della Lazio. Dopo il fisiologico periodo di transizione, la Salernitana riuscì a ritrovarsi, macinando punti e risultati, rimanendo matematicamente in corsa per i play-off fino al termine del campionato, concluso al 10º posto. 
Con una formazione fortemente colpita dalla contemporanea cessione di Donnarumma e Coda, nella stagione 2017-2018, la Salernitana disputò un campionato molto simile al precedente, caratterizzato dall'avvicendamento in panchina tra Alberto Bollini e Stefano Colantuono, oltreché da una vana rincorsa ai play-off, conclusa anzitempo. Tra le soddisfazioni della stagione, la doppia vittoria nel derby con l'Avellino (2-0 all'Arechi e 2-3 al Partenio-Adriano Lombardi, con una rimonta conclusa al 96º minuto, grazie a un gol di Joseph Minala rimasto nell'immaginario dei tifosi).
Nell'anno che portava al centenario della sua fondazione, la Salernitana finì per deludere profondamente le attese: partita tra le favorite del torneo di B, la squadra sembrò inizialmente in grado di competere per un posto nella griglia play-off, issandosi fino alla terza posizione. Dopodiché, a causa di una evidente abulia offensiva e di carenze nel gioco, fu risucchiata sempre più giù in classifica. Le dimissioni di Colantuono e il nuovo ritorno di Gregucci non sortirono alcun altro effetto che di peggiorare la situazione di classifica, generando un clima di pesante contestazione da parte dei tifosi e portando la Salernitana a un passo dalla retrocessione diretta. A 90' dalla fine del campionato e dopo aver sprecato diverse occasioni per ottenere la salvezza matematica, Gregucci fu esonerato; subentrò ancora una volta Menichini il quale, pur non riuscendo a battere la corazzata Pescara nell'ultima trasferta del campionato, centrò la sua seconda salvezza in granata, grazie alla vittoria ai rigori contro il Venezia, al termine di una drammatica doppia sfida di play-out.
All'inizio del successivo torneo di Serie B, la Salernitana si presentò con una squadra rinnovata e in panchina l'ex-CT della Nazionale italiana di calcio, Gian Piero Ventura. Dopo un inizio incoraggiante per la squadra granata, la stagione fu gravemente influenzata dall'interruzione di oltre tre mesi delle attività sportive, dovuta allo scoppio in Italia della pandemia di COVID-19. Alla ripresa, la Salernitana, che pur orbitava nelle posizioni utili a centrare un piazzamento play-off, non fu capace di reggere il ritmo delle avversarie, sprofondando al decimo posto in classifica, a -2 punti dalla soglia necessaria per la qualificazione agli spareggi promozione.
Nell'estate 2020, la frustrazione per l'infausto esito delle due stagioni precedenti, unito ai dubbi sulla legittimità della multiproprietà di Claudio Lotito (già patron della Lazio, militante in Serie A), portò i tifosi della Salernitana a inasprire la già dura contestazione in atto. Con gli stadi ancora chiusi per la "seconda ondata" della pandemia, la squadra però fece quadrato attorno al nuovo tecnico Fabrizio Castori, dimostrando sin dalle prime battuta una particolare predisposizione a lottare con grinta e cattiveria agonistica. In più, il calcio molto strutturato e verticale offerto dalla formazione granata portò in dote un inizio di campionato tra i migliori di sempre, che la proiettò per diverse giornate al primo posto, diventato poi secondo al giro di boa, a pari merito con la matricola terribile Monza. Il decisivo allungo della corazzata Empoli (capolista in Serie B) e il ritorno in auge del Lecce non modificarono più di tanto la classifica dei granata: pur senza vincere mai gli scontri con le dirette concorrenti, la Salernitana rimase sempre stabilmente tra le prime quattro squadre della classifica. A tre giornate dalla fine della stagione regolare, una rocambolesca vittoria maturata in zona Cesarini sul campo del Pordenone contro il Pordenone permise alla Salernitana di scavalcare il Lecce, contemporaneamente sconfitto dal Monza; i 3 punti permisero ai granata di issarsi al secondo posto in classifica, ultima piazza utile per la promozione diretta. La successiva vittoria sull'Empoli capolista assicurò quindi ai granata la disputa dei play-off di Serie B, a partire dal turno di semifinale. Col Lecce ormai matematicamente relegato ai play-off e l'Empoli già promosso in massima serie, il 10 maggio 2021, la Salernitana si presentò per giocare l'ultimo turno di campionato allo Stadio Adriatico di Pescara, dove già nel 1991 e nel 1996 aveva perso, rispettivamente, la permanenza in Serie B e la promozione in Serie A. Mentre la diretta rivale per il secondo posto (il Monza) crollava inaspettatamente in casa col Brescia, il rigore di Anderson e le marcature di Casasola e Tutino spianavano alla squadra di Salerno la strada per la promozione in Serie A, dopo 22 stagioni di assenza. Oltre ai 13 gol in campionato a firma proprio di Gennaro Tutino, a contribuire alla promozione della squadra capitanata da Francesco Di Tacchio fu un gruppo estremamente affiatato, capace di reagire a situazioni di svantaggio, ribaltando il risultato in alcune partite cruciali della stagione.
Dopo il secondo posto in Serie B, la Salernitana disputa il suo terzo campionato di Serie A e partecipa alla Coppa Italia a partire dai trentaduesimi di finale.
Alla guida tecnica viene confermato il tecnico marchigiano Fabrizio Castori, già artefice della promozione granata e alla sua seconda stagione in A dopo quella del 2015-2016 con il Carpi. Per far fronte ai tempi ristretti imposti alla società granata dalla Lega, che aveva fissato il 25 giugno come termine perentorio per la cessione aziendale per ovviare alla spinosa situazione della comproprietà, il co-proprietario Claudio Lotito propone un trust, che viene ufficialmente ratificato dalla FIGC il 7 luglio.
In attesa del nuovo proprietario (da reperire indifferibilmente entro il 31 dicembre 2021), il generale Ugo Marchetti, già vicecomandante della Guardia di Finanza, assume l'incarico di amministratore unico pro tempore della società. A poche ore dallo scadere del termine per la presentazione delle offerte, il 31 dicembre, si farà infine avanti l'imprenditore Danilo Iervolino, che nei primi giorni del 2022 formalizzerà l'acquisto della società per un costo complessivo di 10 milioni di euro.
Il 15 luglio scatta ufficialmente la stagione sportiva granata, con adunata generale presso il Grand Hotel Elite di Cascia, dove una squadra ancora largamente incompleta inizia il tradizionale romitaggio estivo pre-campionato. Rispetto all'anno precedente salutano i campani, tra gli altri, l'attaccante Gennaro Tutino, di ritorno al Napoli per termine del prestito, e tutti i calciatori in prestito dalla Lazio (come disposto dalla FIGC). Il nigeriano Joel Obi, ex Chievo, e il norvegese Stefan Strandberg, svincolato dai russi dell'Ural, sono i primi acquisti della nuova stagione. Nel corso dell'estate vengono inoltre ufficializzati altri approdi, tra cui quello del portiere Vincenzo Fiorillo, a titolo definitivo dal Pescara; del difensore Wajdi Kechrida, a titolo definitivo dall'Étoile du Sahel; dei difensori Matteo Ruggeri e Nadir Zortea, in prestito dall'Atalanta; del difensore Riccardo Gagliolo, a titolo definitivo dal Parma; del difensore Luca Ranieri, in prestito dalla SPAL; del centrocampista Lassana Coulibaly, svincolato; del centrocampista Grīgorīs Kastanos, in prestito dalla Juventus; dell'attaccante Federico Bonazzoli, in prestito dalla Sampdoria, e dell'attaccante Simy, in prestito dal Crotone. A mercato già chiuso i Granata si assicurano inoltre le prestazioni dello svincolato Franck Ribéry, che firma il 6 settembre e viene presentato lo stesso giorno all'Arechi insieme al resto della squadra. Fa il suo ritorno in maglia granata anche l'attaccante Cedric Gondo, ingaggiato il 17 settembre dopo essersi svincolato dalla Lazio.
La Salernitana inizia la sua stagione battendo in casa la Reggina per 2-0 nei trentaduesimi di finale della Coppa Italia, consentendo ai campani di accedere ai sedicesimi di finale, poi persi per 0-1 contro il Genoa. In campionato, invece, i Granata iniziano con una serie di quattro sconfitte: per 2-3 al Dall'Ara contro il Bologna; per 0-4 all'Arechi contro la Roma; per 0-4 all'Olimpico Grande Torino contro il Torino, e per 0-1 in casa contro l'Atalanta. Il primo punto arriva con la rimonta casalinga per 2-2 contro il Verona, alla quinta giornata, mentre il primo successo stagionale avviene alla 7ª giornata contro il Genoa per 1-0. È però la sesta sconfitta stagionale in otto partite, rimediata per 1-2 contro lo Spezia all'8ª giornata, a costare caro a Castori, che viene sollevato dall'incarico il 17 ottobre. Nella stessa giornata, viene ufficializzato l'ingaggio di Stefano Colantuono. Il tecnico romano, dopo aver perso all'esordio contro l'Empoli per 2-4, alla decima di campionato vince, grazie a un gol marcato nei secondi finali di gara, al Penzo contro il Venezia per 2-1 Avendo ottenuto solo 2 vittorie e subito 10 sconfitte in 15 partite, Colantuono viene esonerato il 23 febbraio dopo il pareggio esterno contro il Genoa, che lascia la Salernitana ultima a 12 punti.
Al suo posto viene ingaggiato Davide Nicola, che debutta alla 26ª giornata pareggiando per 2-2 in casa contro il Milan. Dopo un fisiologico periodo di assestamento, in virtù della rivoluzione operata sul mercato da Walter Sabatini, nuovo DS della gestione Iervolino (che durante la finestra invernale porta a Salerno, tra gli altri, Simone Verdi, Federico Fazio, Pasquale Mazzocchi, Ivan Radovanović, Luigi Sepe, Diego Perotti nonché il giovane talento brasiliano Éderson), la Salernitana ottiene sette risultati utili consecutivi, che le consentono, alla vigilia dell'ultima di campionato, di essere davanti al Cagliari terz'ultimo di due punti. Negli ultimi 90' della stagione, nonostante la disastrosa sconfitta interna patita per mano dell'Udinese (0-4), i Granata ottengono una clamorosa salvezza in virtù della mancata vittoria dei sardi (0-0) sul campo del già retrocesso Venezia. Per la prima volta nella sua storia il club dell'Ippocampo ottiene così la permanenza in massima serie.
La stagione 2022-2023 parte bene per la Salernitana, che ottiene ottimi risultati che la vedono mantenere la categoria senza mai stare in zona retrocessione. La matematica salvezza viene sancita dalla vittoria dall'Atalanta sul Verona. In questa stagione la squadra si toglie molte soddisfazioni, tra cui il pareggio in casa della Juventus (2-2) dopo aver condotto per 0-2 fino agli ultimi minuti, un altro sempre in casa del Napoli (futuro campione d'Italia) per 1-1, e la vittoria in casa della Lazio per 1-3. Si segnala un cambio a stagione in corso riguardo agli allenatori, con Davide Nicola che viene esonerato in favore di Paulo Sousa. 
Nella stagione 2023-2024 la Salernitana parte malissimo, tra sconfitte e pessime prestazioni. All'8ª giornata la sconfitta contro il Monza per 3-0 costa l'esonero a Paulo Sousa, che viene sostituito da Filippo Inzaghi che porta la prima vittoria stagionale per 2-1 in casa contro la Lazio. I risultati sono però ancora mediocri e il tecnico viene esonerato alla 24ª giornata dopo la sconfitta casalinga per 1-3 contro l'Empoli. Gli subentra Fabio Liverani, il quale dura solamente 4 giornate e alla 29° giornata viene esonerato a causa della sconfitta casalinga con il Lecce. A guidare la squadra fino all'ultima giornata sarà Stefano Colantuono, il quale però non può fare nulla per impedire la retrocessione in Serie B, accaduta a seguito della sconfitta contro il Frosinone per 3-0 alla 34ª giornata; il pareggio all'ultima giornata per 3-3 a San Siro contro il Milan serve soltanto a far finire la squadra con 17 punti totalizzati realizzando il record negativo di punti raccolti in Serie A.

## 2024-oggi: il ritorno nelle serie inferiori
Con la Salernitana di nuovo in Serie B, a guidarla nel 2024-2025 sarà Giovanni Martusciello. La stagione inizia con la vittoria ai preliminari di Coppa Italia, che vede l'Ippocampo trionfare contro lo Spezia ai rigori dopo un 3-3 culminato con un gol di Dia (che verrà ceduto poi alla Lazio) nei minuti di recupero finali; il turno successivo vede però la Salernitana arrendersi contro l'Udinese per 3-1. La stagione della Salernitana, a causa di un calciomercato che non porta rinforzi di valore, specialmente in attacco, è fallimentare e i campani concludono 17esimi, poi 16esimi a causa della penalizzazione del Brescia. Nel playout contro la Sampdoria, i campani vengono sconfitti nettamente con un totale di 5-0 e vengono retrocessi in Serie C.